# Klooster van Leeuwergem

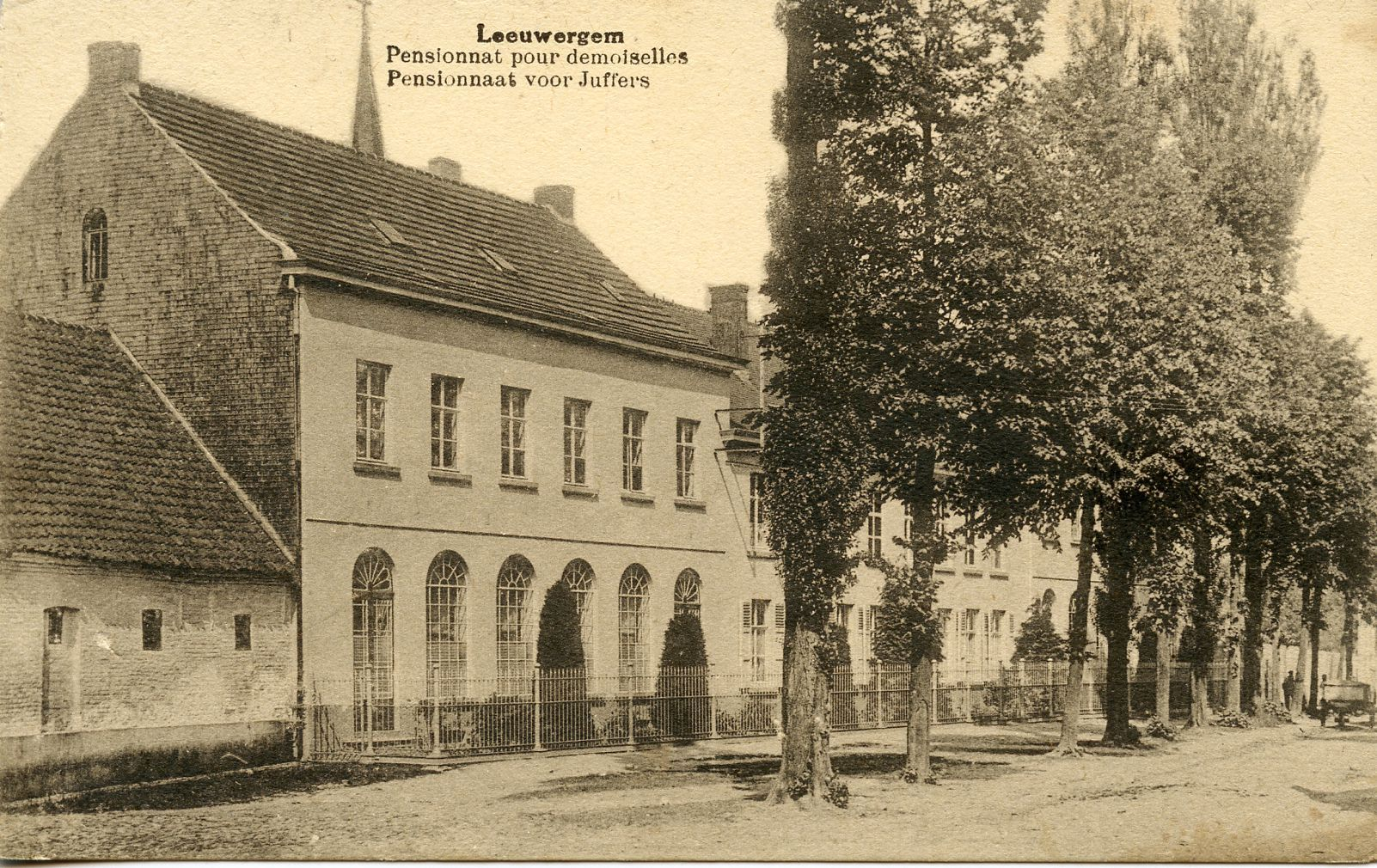
Pensionaat Klooster Leeuwergem (historische prentbriefkaart)

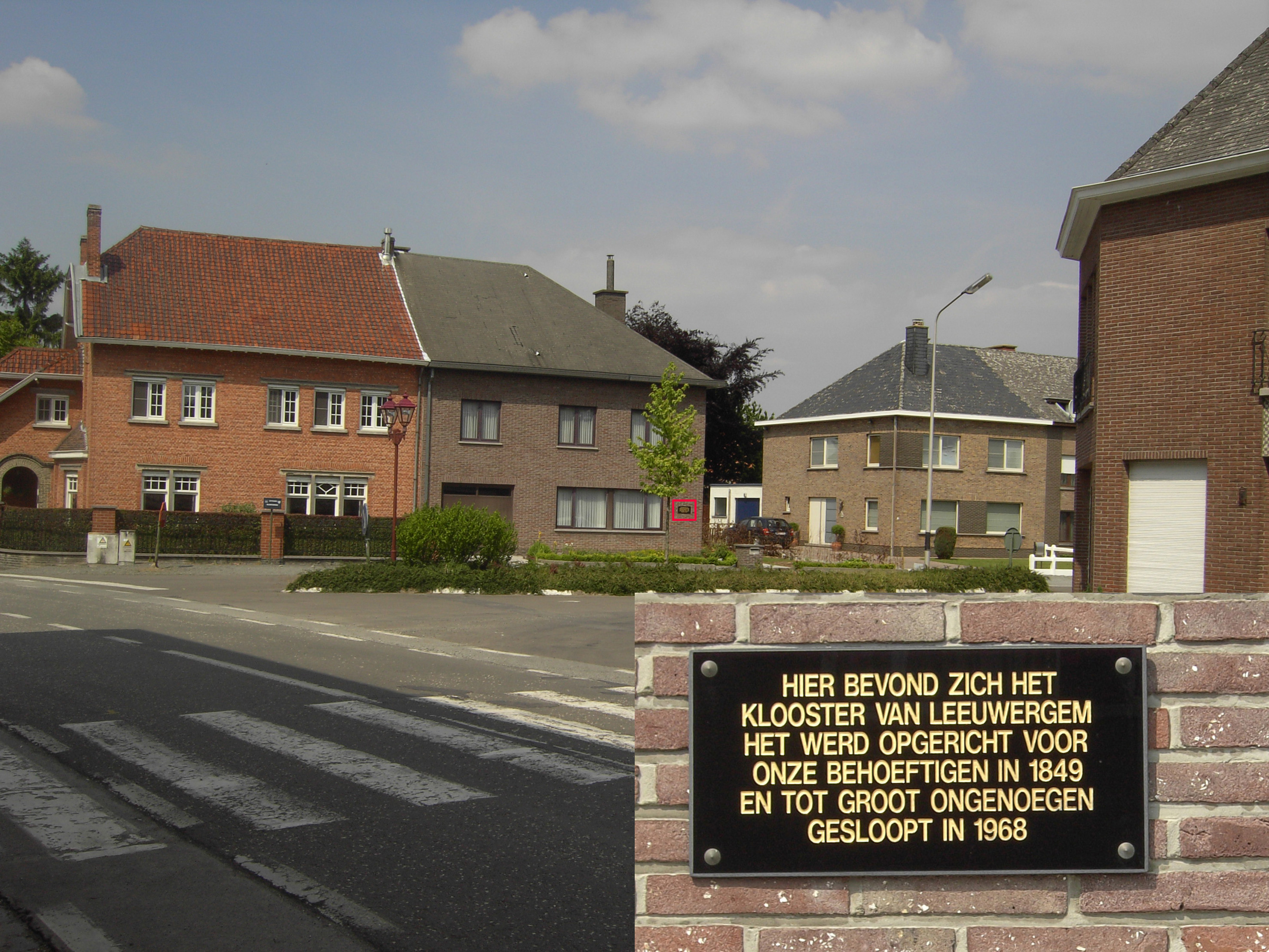
Plaquette voormalig klooster van Leeuwergem

Het Klooster van Leeuwergem is een voormalig klooster in het Belgische Leeuwergem, deelgemeente van Zottegem.
In 1849 kocht Jean-Baptiste Joseph d'Hane de Steenhuyse het huis van de familie De Beer om er een klooster met godshuis en school te laten inrichten voor behoeftige ouderen en wezen. Het beheer werd toevertrouwd aan de zusters Kindsheid Jesu uit Gent. Tussen 1852 en 1854 werden er twee vleugels bijgebouwd. Er was een kantschool, een modelboerderij en vanaf ongeveer 1900 een pensionaat. In 1924 droeg baron Idesbald della Faille D'Huyse het klooster, de school en de landerijen in volle eigendom over aan de kloostergemeenschap. In 1968 werd het klooster afgebroken voor een verkaveling; het meubilair van de kapel werd verhuisd naar de wijkkapel van Overboelare. De school bleef bestaan als school met lekenpersoneel (nu Vrije Basisschool Het Leeuwke).